# 테르모프로테우스강
테르모프로테우스강은 크렌고균문의 한 강이다.